# Pistolet (brood)

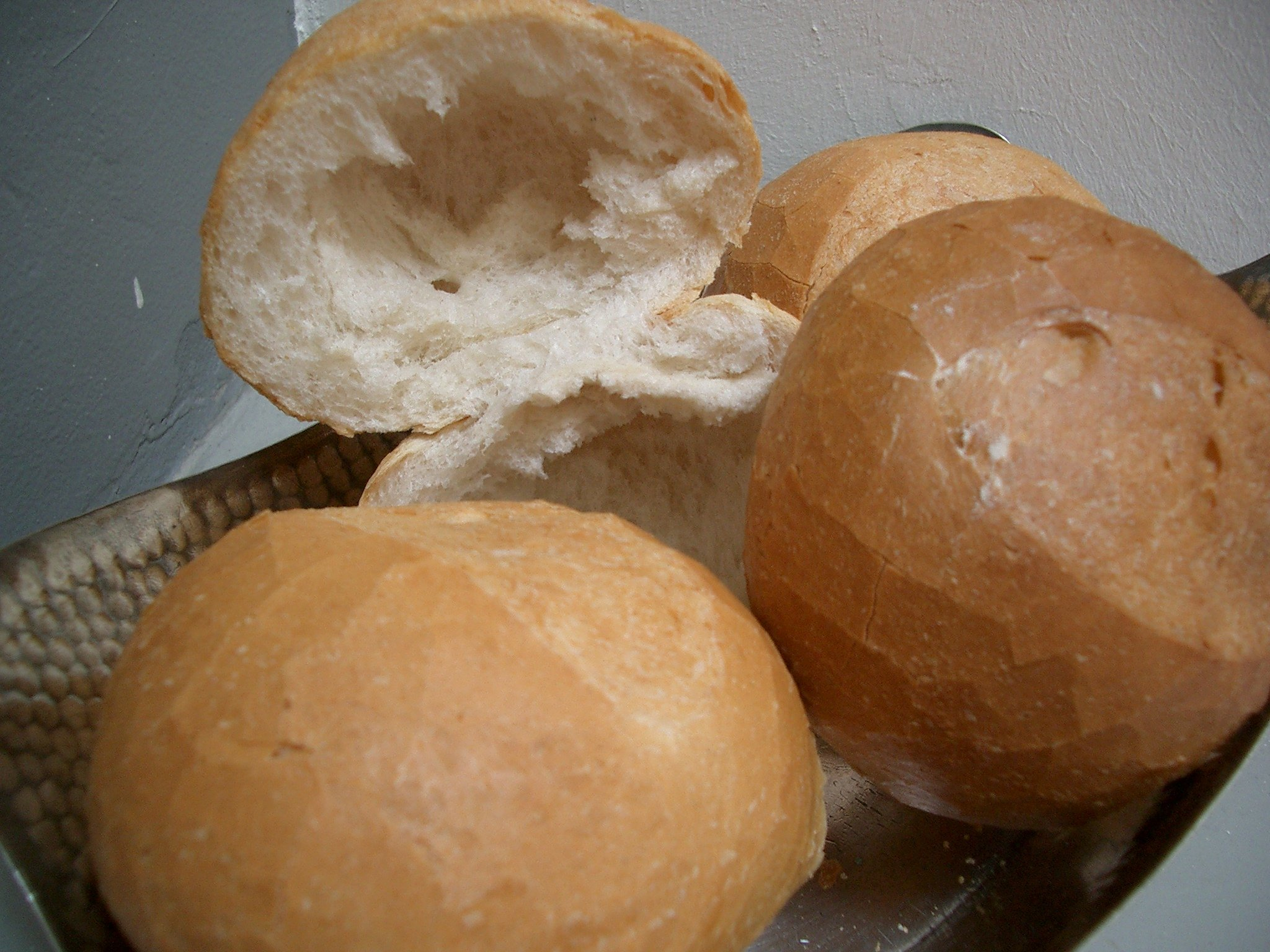
Klassieke pistolet in België

Een pistolet is in België een klein, licht en knapperig broodje, gemaakt van bloem, gist, zout, melk of water en soms boter of olijfolie.
De pistolet heeft haar oorsprong in de Belgische hoofdstad Brussel en wordt daardoor vaak de Brusselse pistolet genoemd.
In Nederland is een pistolet een klein stokbrood, in Frankrijk bekend als petit pain. In België noemt men dat een piccolo.

## Bereiding
Door variatie van de basisingrediënten verkrijgt men verschillende soorten pistolets. De klassiekers zijn: boterpistolets, grove pistolets, keizerpistolets, plaatpistolets, tijgerkes, vloerkes, met maanzaad, met sesamzaad en multigranenpistolets. De verschillen zitten meestal in de dikte of hardheid van de korst, de luchtigheid en de afwerking van de bovenkant (inkeping, graantjes of zaadjes erop leggen/plakken).
In een bakkerij wordt er gebruikgemaakt van een opbolmachine, die het deeg in gelijke delen verdeelt en zorgt voor even grote bolletjes. Bereiding met de hand is ook mogelijk, maar het is tijdsintensiever en het is moeilijker om gelijke pistolets te verkrijgen. Voor het bekomen van een luchtige pistolet met dunne krokante korst wordt er gedurende het bakken in de oven stoom toegevoegd. Men kan de pistolets ook besprenkelen met water, bijvoorbeeld met behulp van een plantenspuit.